# كعكة الكرز
كعكة الكرز هي كعكة بريطانية تقليدية. تتكون الكعكة من الكرز المُسَكَّر المعلقة بالتساوي داخل كعكة مديرة الإسفنجة. يُستخدم الكرز المُسَكَّر لأن النُّدُوَّة داخل الكرز الطازج تجعله يغوص في قاع أي كعكة فيفسد شكلها. عادة ما يُقطع الكرز إلى أنصاف أو أرباع ثم يُغسل ويغط في الدقيق لكي لا يغوض في الكعكة. 
كعكة الكرز توجد في العديد من المطابخ الأخرى.